# Meta Eyl
Meta Eyl (* 21. Februar 1893 in Hannover; † 28. Juli 1952 in Sundern im Sauerland) war eine der ersten evangelischen Theologinnen Deutschlands und die erste Theologin, die in der Evangelisch-lutherischen Landeskirche Hannover eingesegnet wurde.

## Leben
Meta Eyl war die Tochter von Meta Runge und des hannoverschen Stadtsyndikus Heinrich Johannes Georg Eyl. Ihr Studium der Evangelischen Theologie schloss sie 1925 an der Universität Greifswald mit dem Lizentiatenexamen ab. Anschließend wurde sie Gemeindehelferin in Hannover und nach dem Zweiten Examen Studentinnenseelsorgerin in Göttingen. 
Meta Eyl entwickelte sich zur Frauenrechtlerin in der bürgerlichen konfessionellen Frauenbewegung. Als Vorsitzende des  Verbands evangelischer Theologinnen Deutschlands (1932–1934) und anschließend als Bundesvorsitzende des Deutsch-Evangelischen Frauenbundes sowie als zweite Vorsitzende der  Evangelischen Frauenarbeit in Deutschland vertrat sie während der Zeit des Nationalsozialismus und des Kirchenkampfes die Interessen der Frauen gegen große Widerstände. Kirchenpolitisch vertrat sie die von vielen Kompromissen mit den Machthabern geprägte Linie des hannoverschen Landesbischofs August Marahrens und wurde deshalb 1948 nach längeren Auseinandersetzungen vom Vorsitz des Deutsch-Evangelischen Frauenbundes entlassen.
In den Akten der Partei-Kanzlei der NSDAP fand sich für Meta Eyl und Hans Eyl die Nummer „21769“ für den Deutschen Frauenarbeitsdienst.
Nach dem Zweiten Weltkrieg setzte sie sich für den Aufbau der Krankenhausseelsorge für Frauen ein. Hierfür wurde sie 1946 als Pfarramtshelferin eingesegnet. Sie starb kurz nach ihrer Versetzung in den Ruhestand.

## Nachlass
Der Nachlass der Familie Eyl findet sich heute im Stadtarchiv Hannover. Darin enthalten sind Dokumente zum beruflichen Werdegang von Hans Eyl, „Urkunden für Vereinsmitgliedschaften und kleine Drucksachen zu Familienfesten; Korrespondenzen der Eltern und der Kinder privater Natur, insbesondere die Empfangskorrespondenz von der Tochter Meta Eyl (geb. 1893, Laufzeit bis 1938) und nachgelassene Dokumente von Sohn Ludwig Eyl (1892-1914), darin Nachlaß der angeheirateten Familie von Klöden (ca. 1910-1944)“.